# Episodi di Fairly Legal (seconda stagione)
La seconda e ultima stagione della serie televisiva Fairly Legal è stata trasmessa in prima visione assoluta negli Stati Uniti d'America dal canale via cavo USA Network dal 16 marzo al 15 giugno 2012.
In Italia la stagione è stata trasmessa in prima visione da Mya, canale a pagamento della piattaforma Mediaset Premium, dal 10 settembre al 22 ottobre 2012, mentre in chiaro è trasmessa da Giallo dal 1º ottobre 2014.
| nº | Titolo originale  | Titolo italiano                        | Prima TV USA   | Prima TV Italia   |
| -- | ----------------- | -------------------------------------- | -------------- | ----------------- |
| 1  | Satisfaction      | Risarcimento                           | 16 marzo 2012  | 10 settembre 2012 |
| 2  | Start Me Up       | Trapianto                              | 23 marzo 2012  | 17 settembre 2012 |
| 3  | Bait & Switch     | Il potere del perdono                  | 30 marzo 2012  | 17 settembre 2012 |
| 4  | Shine a Light     | Folle desiderio di giustizia           | 6 aprile 2012  | 24 settembre 2012 |
| 5  | Gimme Shelter     | Bancarotta                             | 13 aprile 2012 | 24 settembre 2012 |
| 6  | What They Seem    | Blocco percettivo                      | 20 aprile 2012 | 1º ottobre 2012   |
| 7  | Teenage Wasteland | Disagio adolescenziale                 | 27 aprile 2012 | 1º ottobre 2012   |
| 8  | Riddle of Hope    | La commissione per la libertà vigilata | 4 maggio 2012  | 8 ottobre 2012    |
| 9  | Kiss Me, Kate     | Baciami, Kate                          | 11 maggio 2012 | 8 ottobre 2012    |
| 10 | Shattered         | Non tutto è ciò che sembra             | 18 maggio 2012 | 15 ottobre 2012   |
| 11 | Borderline        | Borderline                             | 1º giugno 2012 | 15 ottobre 2012   |
| 12 | Force Majeure     | Forza maggiore                         | 8 giugno 2012  | 22 ottobre 2012   |
| 13 | Finale            | L'uomo misterioso                      | 15 giugno 2012 | 22 ottobre 2012   |